# خبازة نيسية
خبازة نيسية أو الرقمة (الاسم العلمي:Malva nicaensis ) هي نوع نباتي يتبع جنس الخبازة من الفصيلة الخبازية.